# Abbaye Notre-Dame d'Oelenberg
Pour les articles homonymes, voir Abbaye Notre-Dame.
L'abbaye Notre-Dame d'Oelenberg est un monastère de moines cisterciens trappistes sis sur la commune de Reiningue, à proximité de Mulhouse (département du Haut-Rhin, région Alsace), en France. Haut lieu de spiritualité en Alsace depuis le XIe siècle, elle est actuellement occupée par une communauté de moines cisterciens-trappistes. La communauté compte neuf moines en 2023.
L'ancienne église des Jésuites, avec sa nef, les deux niveaux de son transept, son chœur et son caveau funéraire fait l’objet d’une inscription au titre des monuments historiques (nef, deux niveaux du transept, chœur, caveau funéraire, ancienne cave, chapelle des novices, ancien moulin) depuis le 16 juin 1992. L'arrêté d'inscription du 22 juillet 2024 abroge l'arrêté précédent.

## Histoire

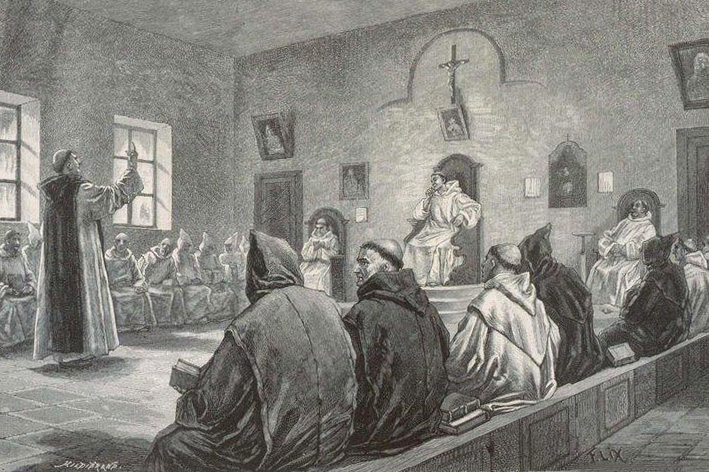
Réunion du chapitre chez les Trappistes d'Oelenberg (Frédéric Lix, 1889)

- 1046 : fondation d'un prieuré de chanoines réguliers de saint Augustin par Heilwige de Dabo, comtesse d’Eguisheim, mère du pape Léon IX. Celui-ci en consacre l'église en 1049. Le monastère est d’abord double[2].
- 1273 : départ des moniales pour Cernay[2].
- 1626 : l’abbaye passe au collège des Jésuites de Fribourg-en-Brisgau, puis à l’université de cette même ville, en 1774, jusqu'à la Révolution française où le domaine est vendu comme bien national.
- 1825 : un groupe de moines cisterciens venant de Darfeld en Rhéanie s'y installe.
- 1862 : fondation de l'abbaye de Mariawald, en Allemagne.
- 1914-1918 : l'abbaye est en grande partie détruite par la guerre lors d'un violent bombardement qui a eu lieu le 26 juin 1915. L'église, l'orgue Rinckenbach et les bâtiments abbatiaux sont grandement endommagés.

- 1920: Reconstruction de l'église-abbatiale et du couvent par l'architecte Paul Kirchacker de Mulhouse, en utilisant les restes de l'église abbatiale.

Les magnifiques stalles en chêne sculptés par Théophile Klem sont restaurées scrupuleusement.
- 1925 : fondation de l'abbaye d'Engelszell, en Autriche.
- novembre-décembre 1944 : destruction partielle de l'abbaye par faits de guerre. L'artillerie française voulut épargner le monastère, mais à la suite de l'installation d'un observatoire par les Allemands dans le clocher de l'église, elle dut se résigner à le bombarder afin que les opérations allemandes n'entravent pas les opérations des troupes.

- 1952 : Construction d'un nouvel orgue de 2 claviers et 24 jeux par le facteur Georges Schwenkedel qui crée un instrument réputé.

En 1970 a été retrouvé dans l'abbaye le manuscrit de 54 contes collectés par les frères Grimm, qu'ils avaient envoyé en 1810 à l'écrivain allemand Clemens Brentano, et que celui-ci ne leur avait jamais retourné. Ils en avaient conservé une copie, laquelle ne nous est pas parvenue. Ce document, connu sous le nom de « Manuscrit de 1810 » ou de « Manuscrit d'Œlenberg », constitue la première version connue des Contes de Grimm. Il se trouve aujourd'hui à la Fondation Martin Bodmer à Cologny, dans le canton de Genève (Suisse).
En 2013 : La communauté entreprends de grands travaux de restructurations de ses lieux de vies, plusieurs travaux et remises aux normes, et elle envisage, sous l'impulsion des plus jeunes frères, un avenir. Un changement de supérieur met fin à ces directions.
En 2016 : Restauration du grand-orgue Georges Schwenkedel de l'église abbatiale.
En 2017, l'abbaye compte cinq moines, un frère oblat et deux personnes au noviciat. Le père abbé Dom Dominique-Marie Schoch a été élu le 31 mars 2017, et béni par l'archevêque de Strasbourg, Luc Ravel le 20 mai 2017.
En 2020, l'abbaye ne compte plus que quatre moines, un oblat, un profès et un novice.
En mars 2024, la communauté annonce son départ en retraite pour trois mois dans d'autres communautés monastiques cistercienne, pour envisager un autre avenir ailleurs et cesser la vie monastique à Oelenberg.
En juin 2024, la communauté vote l'arrêt de la vie monastique à Oelenberg et sa dissolution définitive. Les frères vont poursuivre chacun leur vie monastique dans d'autres communautés.

## Activités
La vie monastique s'organise dans l'esprit de l'Ora et labora de la règle de saint Benoît, interprétée par la tradition cistercienne, et la réforme trappiste.

### Prière
La communauté monastique se rassemble sept ou huit fois par jour dans les stalles de l'église abbatiale pour la liturgie des Heures qui est chantée ou psalmodiée. Ce sont les Vigiles, Laudes, Eucharistie, Tierce, Sexte, None, Vêpres, Complies.
La grand messe dominicale est en partie chantée en grégorien.

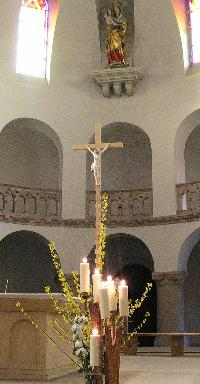
Le sanctuaire de l'église abbatiale

### Travail
- Activités agricoles: jardin potager, verger, culture de blé, de maïs, de pommes de terre.
- Moulin: production de farines.
- Artisanat monastique: production de pâtes alimentaires, de petits gâteaux, cakes, meringues.

Ce qui est produit à l'abbaye est vendu au magasin monastique, où se trouvent également des produits d'autres abbayes ou couvents de religieuses cloitrées.

### Accueil
L'hôtellerie monastique accueille des retraitants, individuels ou petits groupes, pour un séjour de 8 jours au maximum.